# Пітер Оллертон
Пітер Оллертон (англ. Peter Ollerton; нар. 20 травня 1951, Англія) — австралійський футболіст англійського походження, нападник.

## Клубна кар'єра
На юнацькому рівні виступав за англійські клуби «Престон Норт-Енд» та «Блекпул». Першим дорослим клубом Пітера став «Флітвуд Таун». У 1971 році емігрував до Австралії, де грав за «Рінгвуд Вільгельміна», який виступав за вищий дивізіон штату Вікторії. У 1974 році перейшов до «АПІА Лейхгардт», де виступав до 1975 року, виграв разом з командою чемпіонат штату Новий Південний Уельс.
Потім у 1976 році перейшов до клубу «Саут Мельбурн» і виступав у ньому до 1976 року. Разом з командою 1977 року виграв чемпіонат штату Вікторії. У наступні роки виступав за «Марконі Сталліонс», «Футскрей ЮЮСТ», «Престон Македонія» та «Кройдон Сіті Ерроуз», у футболці якого 1986 року завершив кар'єру гравця. У 1980 році разом з «Престон Македонія» виграв чемпіонат штату Вікторія.

## Кар'єра в збірній
У футболці національної збірної Австралії дебютував 25 квітня 1974 року в нічийному (0:0) матчі проти Уругваю в Мельбурні. У 1973 році Австралія вперше виборола путівку на чемпіонат світу (1974 року). На турнірі в ФРН не зіграв у жодному з трьох матчів австралійців на груповому етапі (з НДР 0:2, ФРН 0:3 та з Чилі 0:0). Востаннє футболку збірної одягав 25 листопада 1977 року в програному (0:1) поєдинку кваліфікації чемпіонату світу 1978 року проти Ірану в Тегерані. Загалом у 1974—1977 роках зіграв у 26 матчах, у футболці яких відзначився 11-а голами. Також виступав за збірну штату Вікторія.